# Järnvägsfordon

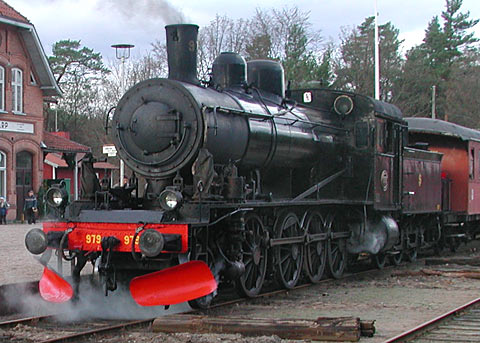
Loken räknas som spårfordon, här är ett gammalt ånglok

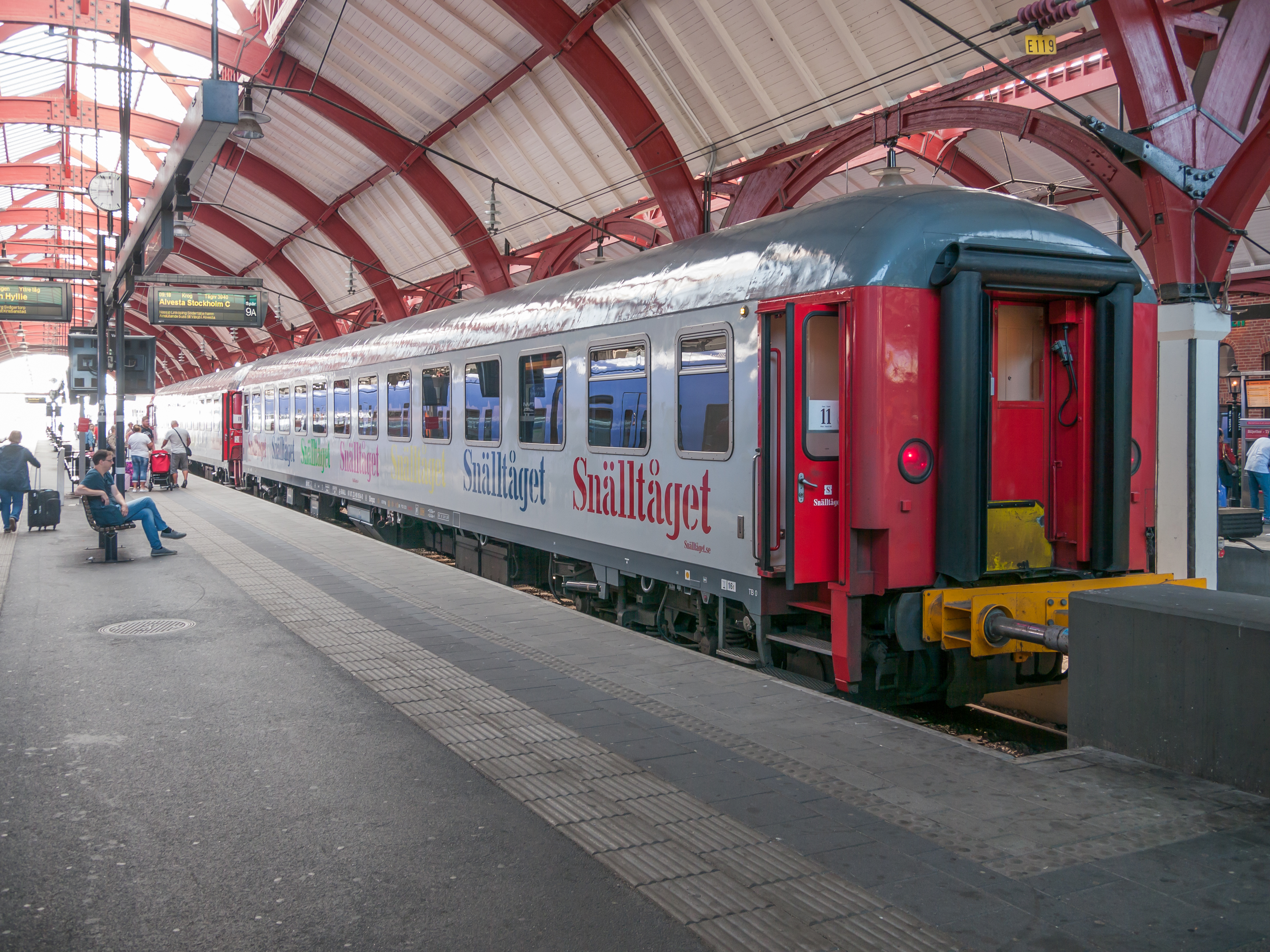
Även personvagnar räknas som järnvägsfordon. Här ett tåg i Malmö

Ett järnvägsfordon är ett rälsburet (järnväg, tunnelbana, spårväg, och så vidare) transportmedel. Det kan vara ett lok, en vagn eller något annat objekt avsett att rulla på spåret. Definitionerna skiljer sig något mellan olika spåranläggningar, beroende på vilken trafiksäkerhetsinstruktion som gäller. Det finns ingen knivskarp gräns mellan järnvägsfordon och spårvagnar eller tunnelbanevagnar. En spårvagn kan exempelvis vara mer eller mindre konstruerad för trafik på järnvägsspår, se duospårvagn.
I vissa fall kan två eller flera vagnar, exempelvis en motorvagn och en manövervagn, vara mer eller mindre fast ihopkopplade. Dessa betraktas då ofta som ett fordon.
Spårfordon är inte fordon enligt den svenska lagen om vägtrafikdefinitioner. Detta innebär bland annat att vanliga trafikregler inte gäller för spårvagnar. Andra länder har också motsvarande regler.
Exempel på spårfordon:
- Lok
- Personvagn
- Godsvagn
- Dressin
- Tunnelbanevagn
- Spårvagn
- Motortralla
- Bergbana